# Belarusian Currency and Stock Exchange
Die Belarusian Currency and Stock Exchange (BCSE; Belarusisch: Беларуская валютна-фондавая біржа; Russisch: Белорусская валютно-фондовая биржа) ist eine Währungs- und Wertpapierbörse in Belarus. Sie hat ihren Hauptsitz in Minsk.

## Geschichte
Die Börse wurde 1998 gemäß dem Erlass Nr. 366 des belarussischen Präsidenten vom 20. Juli 1998 „Zur Vervollkommnung des Systems der staatlichen Regulierung des Aktienmarktes“ gegründet. Gründer der Börse waren die Nationalbank der Republik Belarus (mit Mehrheitsbeteiligung), der Staatsvermögensfonds des Wirtschaftsministeriums der Republik Belarus und mehrere große Banken der Republik Belarus.

## Mitgliedschaften
Die Börse ist Mitglied in:
- Federation of Euro-Asian Stock Exchanges[3]
- Sustainable Stock Exchanges Initiative